# Alexandr Bortnikov
Alexandr Vasiljevič Bortnikov (rusky Александр Васильевич Бортников; * 15. listopadu 1951, Perm) je od 12. května 2008 ředitelem ruské tajné služby FSB.

## Kariéra
V roce 1973 vystudoval institut železničního inženýrství v Leningradě. V roce 1975 absolvoval Dzeržinského vysokou školu KGB v Moskvě. Téhož roku zahájil svou kariéru v KGB, resp. v nástupnických organizacích (FSK a nakonec FSB) v Leningradě (od roku 1991 Petrohrad). V letech 2004–2008 působil v FSB jako zástupce ředitele a vedoucí hospodářské bezpečnostní služby. V roce 2008 ho ruský prezident Dmitrij Medveděv jmenoval ředitelem FSB.
Služba bezpečnosti Ukrajiny 20. března 2022 uvedla, že by se Bortnikov mohl stát nástupcem Vladimira Putina v případě úspěšného puče ruských elit s cílem stabilizovat ekonomiku a obnovit vazby se západními zeměmi poškozené důsledky probíhající rusko-ukrajinské války.
Na otázku novináře, proč je Kyrylo Budanov se svými spolupracovníky stále naživu, odpověděl: „Všechno je před námi“ (Всё впереди).